# Мохаммад Бирия
Мухаммед Бирия, также известный как Мухаммед Багырзаде (азерб. Məhəmməd Biriya 1914, Тебриз — 1985, Тебриз) — поэт, политик, член Азербайджанской Демократической партии, министр культуры и просвещения Национального правительства Азербайджана, председатель созданного в Тебризе Азербайджанского профсоюза, депутат Национального парламента Азербайджана и член правления Общества поэтов и писателей Азербайджана, жертва репрессий.
Публиковался со стихами и статьями во многих газетах и журналах, выходивших в Тебризе. В 1943—1946 годах был главным редактором газет «Юмруг» (рус. "Кулак"), «Эдебият сехифеси» (рус. "Литературная страница") и «Гелебе» (рус. "Победа"), издававшихся в Тебризе. Является автором пьес «Рузнаме идаресинде» (рус. "В редакции газеты"), «Сталинград», «Эрбаб ве экинчи» (рус. "Помещик и крестьянин"), «Муссолини», «Гитлер и Муссолини».
Во время своего пребывания на посту министра культуры и просвещения Национального правительства Азербайджана добился, чтобы в школах занятия велись на азербайджанском языке, была создана новая учебная программа и написаны учебники. За участие в национально-демократическом движении был награждён медалью «21 Азер» и орденом «Саттархан».
После распада Национального правительства Азербайджана эмигрировал в Северный Азербайджан. Здесь подвергался преследованиям и неоднократно был арестован и сослан за свою деятельность. В общей сложности провёл 22 года в ссылке и заключении при советском режиме. Вернувшись в Тебриз, там также был арестован и последние годы жизни провёл в тюрьме.

## Биография

### Ранние годы
Мухаммед Гаджи Гулам оглы Багырзаде родился в 1914 году в городе Тебриз. Его отец работал плотником. В 1920 году он вместе с семьёй сначала переехал из Тебриза в Баку, а через год — в Хорасан. Начальное образование получил в Хорасане. После того как его мать заболела, врачи указали на благоприятный для неё климат Хорасана. Поэтому в 1923 году семья вновь переехала в Баку. В 1929 году он окончил семилетнюю школу № 37 в Баку и поступил в Техникум нефтяного машиностроения. После смерти матери и дяди в январе 1933 года вместе с семьёй вернулся в Тебриз. По возвращении в Тебриз некоторое время работал корректором в редакции газеты «Шахин». С 1934 по 1938 год трудился в Управлении городского хозяйства Тебриза.
В 1938 году начал проходить военную службу в 3-й дивизии 27-го полка, расквартированного в Тебризе. После окончания службы сначала работал секретарём в управлении водоснабжения при городской администрации Тебриза, а с 1941 года — счетоводом в железнодорожном управлении.

### Политическая деятельность
25 августа 1941 года части Красной армии СССР вошли в Южный Азербайджан. 11 октября 1941 года в Тебризе начала выходить газета «Ветен йолунда». В этой газете публиковались стихи и статьи Мухаммеда Бирии. Он также писал и печатался со своими статьями и стихами в газетах «Рехбер», «Зефер», «Мэрдом», «Демавенд», «Хавере Но» и «Азербайджан» .
В 1941 году вместе с группой южноазербайджанской интеллигенции был приглашён на 15- дневную поездку в Баку. Здесь его стихи публиковались в газете «Коммунист». Вернувшись в Тебриз, он, совместно с председателем Общество Азербайджан Хаджи Мирзой Али Шебюстери, Исмаилом Шамсом, Мир Мехди Этимадом и другими, стал более активно проявлять себя. Писал стихи и статьи, в которых критиковал капитализм, империализм и колониализм. Опасаясь преследований, в 1942 году Мирза Али Шебюстери, Исмаил Шамс, Мир Мехди Этимад и Мухаммед Бирия были переведены из Тебриза в Баку заместителем наркома внутренних дел Азербайджанской ССР, генералом Агасалимом Атакишиевым. До января 1943 года они жили в Баку и трудились в Союзе писателей Азербайджана и на Азербайджанском радио. Вернувшись в Тебриз, он приступил к изданию газеты «Эдебият сехифеси» (рус. "Литературная страница") . Газета просуществовала до 1945 года. В 1944 году в Баку тиражом пять тысяч экземпляров вышел в свет сборник его стихов «Юрек созу» (рус. "Слова от сердца").
В 1943 году был избран председателем созданного в Тебризе Азербайджанского профсоюза. Занимая эту должность, добился заключения 41-пунктного договора между рабочими и предпринимателями. В середине 1944 года вошёл в состав комитета партии Тудэ в Тебризе, куда было избрано 17 человек. Активно участвовал в многочисленных митингах против шахского гнёта и колониализма. На одном из митингов, посвящённых нефтедобытчикам, на него совершили покушение. Пущенная в него пуля убила участника митинга по имени Исмаил и ранила трёх человек. В 1945 году он участвовал в Парижском Конгрессе Всемирной федерации профсоюзов в качестве делегата.
20 ноября 1945 года в здании театра «Эрк» в Тебризе начал работу Азербайджанский Народный Конгресс, на котором Бирия был избран председателем президиума.
12 декабря 1945 года, после провозглашения Национального правительства Азербайджана, был назначен министром культуры и просвещения. Он также стал членом вновь образованного Национального парламента и правления Общества поэтов и писателей Азербайджана. За год его работы на посту министра в школах начали вести уроки на азербайджанском языке, были разработаны новые учебные программы и написаны учебники. Поскольку основная часть населения была неграмотной, в регионе оперативно открыли 3800 ликбезов. В течение года в селах заработало 2000, а в городах — 500 начальных и средних школ. Построили или капитально отремонтировали 400 школ. Чтобы устранить нехватку кадров в различных сферах, открыли несколько курсов и техникумов. Помимо министерской должности, в 1946 году Бирия преподавал литературу в «Азербайджанском университете». В Тебризе, Зенджане, Урмии, Ахаре, Ардебиле и других городах начали работу центры Общества азербайджанских поэтов и писателей. Были открыты Государственный драматический театр, Государственная филармония и Национальный музей имени Бехзада. Создали Общество художников и скульпторов Азербайджана. В Тебризе установили памятники Саттархану, Багирхану и шейху Мухаммеду Хиябани.
В 1946 году за участие в национально-демократическом движении был награждён медалью «21 Азер» и орденом «Саттархан».
Советские войска покинули регион, поверив обещаниям иранского правительства. Тегеран же, под предлогом "обеспечения свободных выборов в Шуралар Меджлиси, ввёл войска в Южный Азербайджан. Среди руководства Азербайджанской Демократической партии возникли разногласия насчёт того, оказывать или не оказывать вооружённое сопротивление. Одни предлагали отступить в Азербайджанскую ССР и продолжить борьбу оттуда, однако Мухаммед Бирия настаивал на том, чтобы остаться в регионе и противостоять иранской армии. На последнем собрании партии в Тебризе Мухаммед Бирия был избран первым секретарём Азербайджанской Демократической партии. Он подготовил декларацию о стратегии партии и поддержании порядка в регионе и зачитал её по радио. 13 декабря 1946 года при поддержке США и Великобритании в Тебриз вошли части иранской армии. Это привело к падению Национального правительства Азербайджана. Бирия и его товарищи оказали вооружённое сопротивление, но, ввиду своего меньшего числа, были вынуждены укрыться в советском госпитале в Тебризе. 8 марта 1947 года при содействии сотрудников консульства СССР его тайно переправили из Тебриза в Баку.

### После распада Национального правительства
В 1947 году был восстановлен Центральный Комитет Азербайджанской Демократической Партии (АДП). Мухаммед Бирия, вошедший в состав этого комитета, был назначен заведующим отделом пропаганды. По указанию ЦК Компартии Азербайджана он был принят в Республиканскую партийную школу.
27 декабря 1947 года, желая уехать в Иран, Бирия обратился в иранское консульство в Баку к господину Бехнаму. Вернувшись домой, он обнаружил, что к нему пришли министр внутренних дел АзССР генерал Мир Теймур Ягубов, заместитель наркома государственной безопасности генерал Агасалим Атакишиев, полковник Мухаммед Савечаллинский, секретарь ЦК Гасана Гасанов и заместитель Председателя Совета Министров АзССР, писатель Мирза Ибрагимов. Они потребовали, чтобы Бирия отозвал своё заявление, направленное в иранское консульство. Он отказался. На следующий день, 28 декабря, его арестовали.
После более чем семимесячного следствия в августе 1948 года его обвинили во враждебном отношении к Советской власти и демократическому строю в Южном Азербайджане, а также в шпионских связях с американцами в Тебризе и с генеральным консулом Ирана в Баку. Постановлением от 27 ноября 1948 года он был приговорён к 10 годам исправительно-трудового лагеря, исчисляя срок с 11 августа. Отбывал наказание в особом лагере № 4 МВД СССР. 31 декабря 1950 года его осудил лагерный суд на 10 лет заключения за «антисоветскую пропаганду» среди заключённых. 23 августа 1951 года во время содержания в лагере «Луговск» Бирия получил ещё год тюрьмы под строгим надзором. С 13 августа 1954 года он находился в исправительно-трудовом лагере № 415 в городе Караганда. 30 августа 1956 года дело Мухаммеда Бирии было пересмотрено, и оно было прекращено «за отсутствием состава преступления».
В 1956 году Бирия вернулся в Баку. Он хотел выехать в Тебриз, чтобы воссоединиться с семьёй. С этой целью 12 ноября 1956 года отправился в Москву для получения визы. Однако при попытке войти в здание посольства Ирана ему воспрепятствовали, и он вновь был привезён в Баку. 18 января 1957 года Мухаммед Бирия направил руководству правительства Азербайджанской ССР письмо из 16 пунктов. В этом письме он предлагал отказаться от кириллического алфавита в пользу арабского, закрыть школы марксизма-ленинизма, убрать памятники Марксу, Энгельсу, Ленину и Сталину, выдворить армян из Азербайджана, освободить всех репрессированных и установить в стране шариат. После этого, в 1957 году, он снова был арестован по обвинению в антиправительственной пропаганде и следующие 10 лет содержался в заключении в разных городах. Отбыв срок, в 1967 году Бирия вернулся в Баку. Затем, чтобы вновь получить визу, он уехал в Москву, где был обвинён в оскорблении милиционера и приговорён к двум годам заключения в Тамбовской области. Когда этот срок истёк, в 1969 году Бирия вернулся в Баку, но органы госбезопасности не разрешили ему там оставаться. Вслед за этим его на три года отправили в ссылку в город Шемаха. После возвращения из Шемахи он служил моллой на кладбищах Баку. В общей сложности Мухаммед Бирия провёл 22 года в советских ссылках и тюрьмах.
29 сентября 1980 года он вернулся в Тебриз. Там его тоже обвинили в антиправительственной пропаганде, преследовали и в итоге арестовали. 19 февраля 1985 года он скончался. Существуют разные мнения о том, при каких обстоятельствах это произошло. По одним данным, он умер в заключении, по другим — незадолго до смерти был выпущен на свободу и скончался в доме для престарелых.
Он похоронен на кладбище Вади Рахмат в Тебризе. На его надгробной плите выгравировано его собственное стихотворение «Весиет» (рус. "Завещание").

## Творчество
Первые стихи Мухаммеда Бирии были опубликованы в 1924 году в журнале «Дивар», выходившем в Баку. В 1930-е годы он начал писать лирические газели на азербайджанском и персидском языках. Он взял себе псевдоним «Бирия», что означает «без лжи, без лицемерия». Начиная с 11 октября 1941 года в газете «Ветен йолунда», издававшейся в Тебризе, печатались его стихи и статьи. Кроме того, он выступал со своими стихами и статьями в газетах «Рехбер», «Зефер», «Мэрдом», «Демавенд», «Хавере но» и «Азербайджан». В период с 1941 по 1946 год его стихи, написанные против шахского режима и фашизма, а также патриотические произведения, ходили по рукам в городах Южного Азербайджана. Особенно стихи «Белке гайытды шахымыз» (рус. "А вдруг вернется наш шах"), «Ай киши байрам гəлир» (рус. "Эй, мужик, праздник идёт"), «Бинева кендлинин шикаети» (рус. "Жалоба бедного крестьянина"), «Мен оз ганыма гельтан яранмышам», «Хер аддымда мезарым вар» (рус. "На каждом шагу — могила моя") печатались на отдельных листках и распространялись среди людей. В 1941 году вместе с группой южноазербайджанской интеллигенции был приглашён на 15 дней в Баку. Здесь его стихи публиковались в газете «Коммунист». В 1943 году он вернулся в Тебриз и приступил к изданию газеты «Эдебият сехифеси» (рус. "Литературная страница"). Газета проработала до 1945 года. С 1945 года Бирия стал главным редактором газеты «Гелебе» (рус. "Победа"), выходившей в Тебризе.
При жизни у него вышло несколько книг. Изданная в Баку книга называлась «Юрек созу» (рус. "Слова от сердца") и вышла тиражом в 5000 экземпляров. Книга объёмом 118 страниц состоит из двух частей. В первой части содержатся 48 лирических стихотворений, охватывающих различные темы, а во второй части — 57 сатирических произведений. Это издание, напечатанное 17 июля 1944 года под названием «Мухаммед Бирия. Избранные стихи», было подготовлено к печати и отредактировано Микаилом Рефили.
Первой книгой, изданной в Тебризе, стала «Ветеним Азербайжана» (рус. "Моей Родине — Азербайджану"). В этой книге, выпущенной издательством «Хелифе гэри», помещено 34 стихотворения поэта. Сборники «Усян» (рус. "Восстание") и «Худжум» (рус. "Атака") были напечатаны в 1945 году в тебризском издательстве «Фирдовси». В «Усян» вошло 30 стихотворений, а в «Худжум» — 18.
После образования Национального правительства Азербайджана поэт помимо стихов писал и пьесы, которые ставились на сцене. Его небольшие пьесы «Четирбазлар» (рус. "Фокусники с зонтиками"), «Рузнаме идаресинде» (рус. "В редакции газеты"), «Сталинград», «Эрбаб ве экинчи» (рус. "Помещик и крестьянин"), «Муссолини», «Гитлер и Муссолини» шли на сцене театра «Эрк» в Тебризе и в городском театре Мараги.
После падения Национального правительства Азербайджана он переехал в Баку. Там за выступления против правительства подвергался постоянным преследованиям. 18 сентября 1954 года новый министр внутренних дел Азербайджанской ССР Анатолий Гусков написал письмо первому секретарю ЦК КП Азербайджана Мир Теймуру Ягубову, сообщив о «политически вредных книгах» в библиотеках и предложив незамедлительно изъять их из фондов. На основании принятого 9 октября 1954 года решения книги 21 автора, среди которых были и произведения Мухаммеда Бирии, были изъяты из библиотек.

## Память
В 1947 году режиссёр и сценарист Эсфир Шуб сняла фильм «Аразын о тайында» (рус. "На другом берегу Аракса"). Картина рассказывает о Национальном правительстве Азербайджана (1945—1946) и о процессах, предшествовавших его созданию. В этом фильме Мухаммед Бирия читает собственное стихотворение «Мен дейирем» (рус. "Я говорю").
Молдавский писатель Борис Мариан, отбывавший ссылку в одном лагере вместе с Бирией, в своей книге «Повороты одной судьбы» пишет и о нём.
В 1997 году на основе материалов следственных дел, хранившихся в архивах Министерства национальной безопасности, была издана книга «Хер аддымда мезарым вар» (рус. "На каждом шагу — могила моя"), посвящённая жизненному пути поэта. В книге, помимо следственных документов, также включены двадцать лирических и двадцать девять сатирических стихотворений, взятых из сборника «Юрек созу» (рус. "Слова от сердца"), опубликованного в 1944 году без каких-либо изменений.
В 2004 году о Мухаммеде Бирии был снят полнометражный документальный телевизионный фильм. Режиссёр и автор сценария — Энвер Аблудж.